# Přebuz
Přebuz (deutsch Frühbuß) ist eine Stadt im Bezirk Sokolov (Bezirk Falkenau) in der tschechischen Region Karlsbad. Přebuz ist die nach Einwohnerzahl kleinste Stadt Tschechiens.

## Geographie

### Geographische Lage
Die Ortschaft liegt in Westböhmen in einer Höhe von 886 m n.m. im Westerzgebirge an einer Hochfläche am Erzgebirgskamm. Bis zu diesem sind es nach Norden sechs Kilometer. Über den Kamm führt der Hirschenstander Pass bei 943 m ü. NHN nach Sachsen.
Der Ort wird von dem hier noch kleinen Bächlein Rolava (Rohlau) in der gleichnamigen nördlichen Gemarkung tangiert. Sie entspringt nahe dem unter Naturschutz stehenden Hochmoor Großer Kranichsee. Vom kleinen Weiher am südlichen Stadtrand sucht sich die Rotava (Rothau) ihren Lauf.
Přebuz ist von mehreren Bergen umgeben:
- Čertova Hora (Hartelsberg) 981 m
- Jelení Vrch (Oehsen Berg) 960 m
- Rolavsky Vrch (Postel-Berg) 950 m
- Smrčina (Frühbußer Kronesberg) 946 m

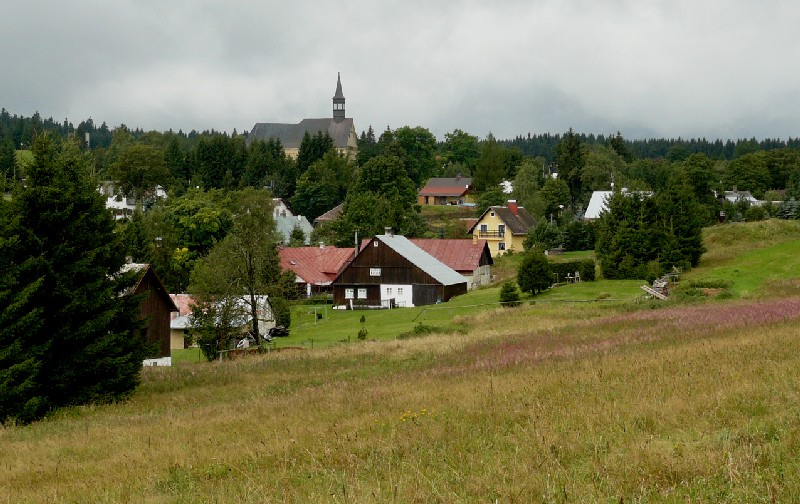
Panorama der Ortschaft

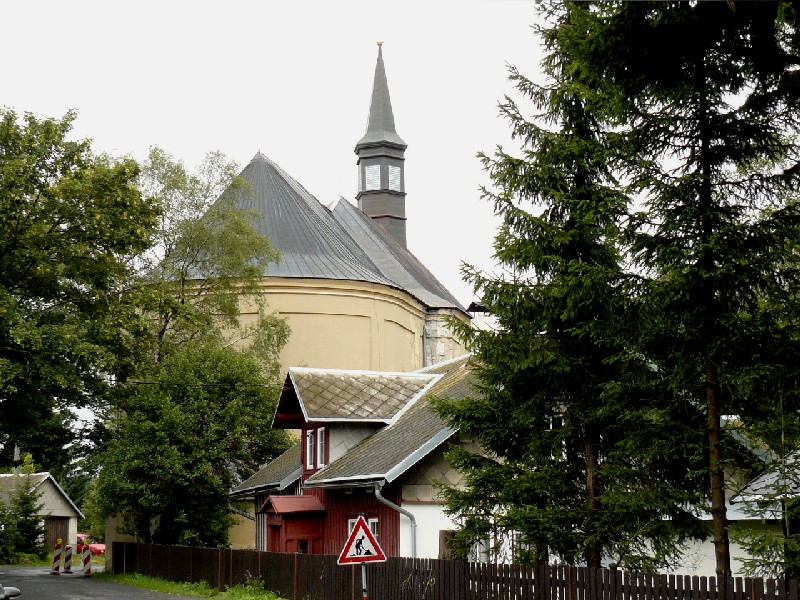
Pfarrkirche St. Bartholomäus

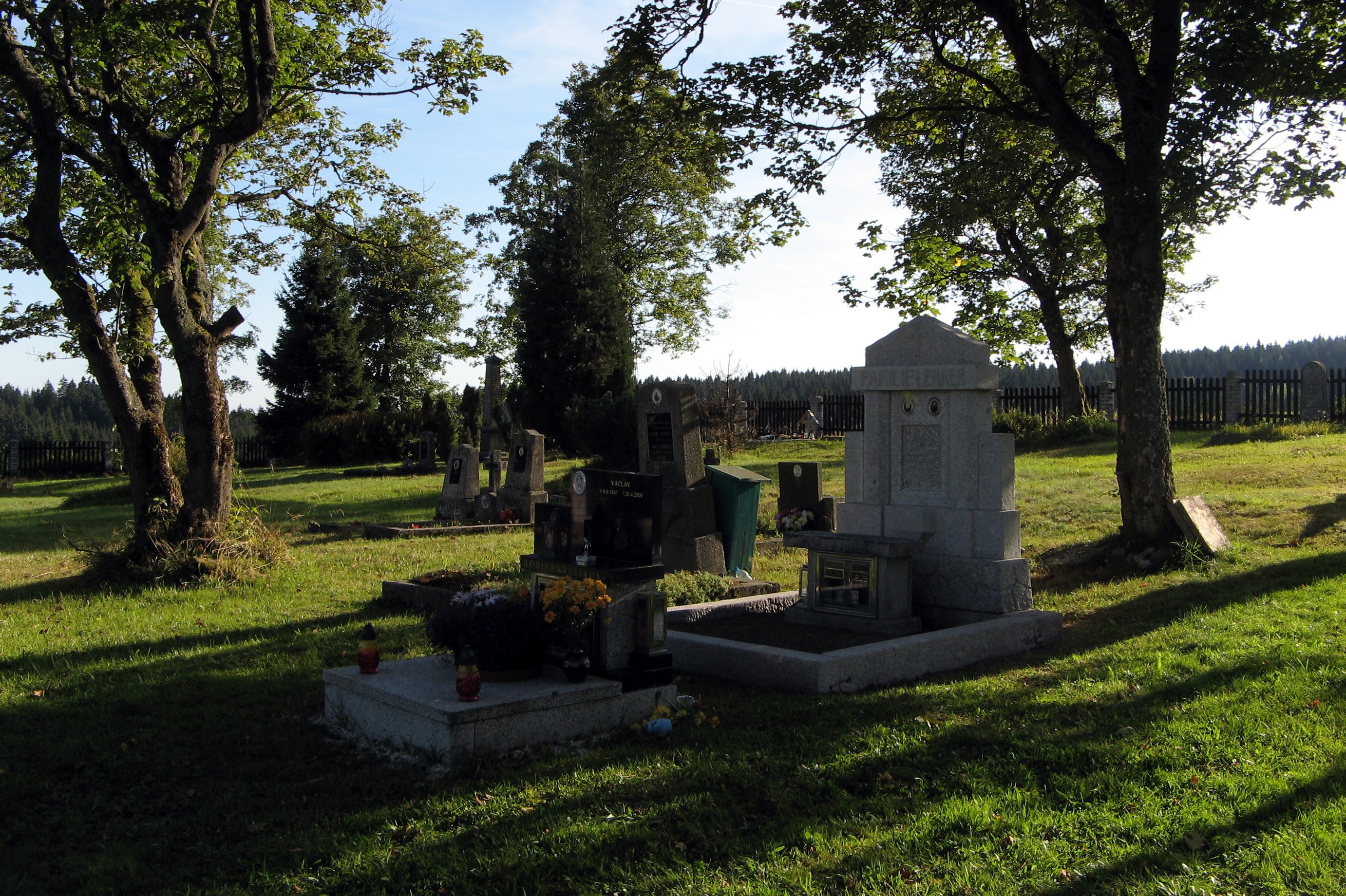
Friedhof

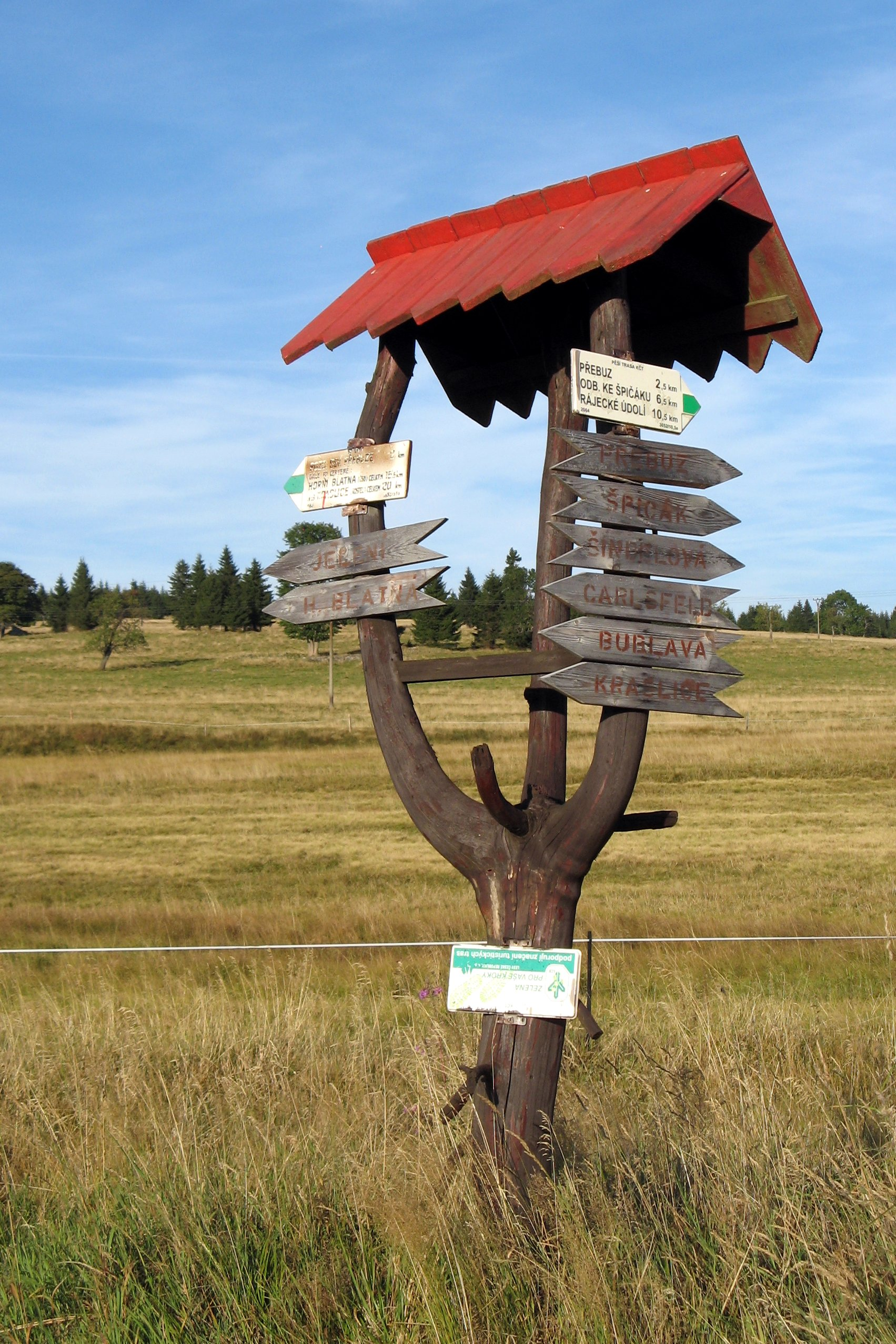
Wegweiser im Ortsteil Rolava (Sauersack)

- Milíře (Hütten-Brand) 941 m
- Vlči Hora (Wolfsberg) 929 m
- Kameniště (Steinberg) 928 m
- Skalisko (Steinl) 913 m

### Stadtgliederung
Für Přebuz sind keine Ortsteile ausgewiesen. Grundsiedlungseinheiten sind Chaloupky (Neuhaus), Přebuz (Frühbuß) und Rolava (Sauersack). Das Gemeindegebiet gliedert sich in die Katastralbezirke Chaloupky u Přebuze, Přebuz und Rolava.
Während 1930 noch 79 Häuser in Chaloupky standen, waren es 1955 nur noch drei, die wenig später ebenfalls abgerissen wurden. Seitdem ist die Gemarkung eine Wüstung, ebenso wie die auf den Přebuzer Fluren gelegenen Mlýnské Chalupy (Mühlhäuser) und Břidlová (Schieferhütten). Gegenwärtig ist nur die als zusammenhängende Längssiedlung angelegte Gemarkung Přebuz ständig bewohnt. Hier befindet sich neben der Kirche auch das örtliche Rathaus.

### Nachbargemeinden
| Muldenhammer          | Eibenstock                                  |                                     |
| Stříbrná (Silberbach) | Kompassrose, die auf Nachbargemeinden zeigt | Nové Hamry (Neuhammer bei Karlsbad) |
|                       | Šindelová (Schindlwald)                     | Vysoká Pec (Hochofen bei Neudek)    |

Direkte Nachbarorte sind unter anderem das wenige Kilometer nordöstlich gelegene zu Nové Hamry (Neuhammer bei Karlsbad) gehörende Örtchen Jelení (Hirschenstand) und das zur Verwaltungsgemeinschaft Nejdek (Neudek) gehörende Dorf Vysoká Pec (Hochofen) im Südosten. Beide Orte erreicht man über schmale befestigte Straßen.
Das sächsische Carlsfeld auf der gegenüberliegenden nördlichen Seite des Erzgebirgskammes erreicht man, der Frühbußer Straße folgend, über den Frühbußer Pass via Weitersglashütte. Dieser Übergang ist für den öffentlichen Fahrzeugverkehr gesperrt.

## Geschichte

### 14./15. Jahrhundert

#### Erzprospektion und Ansiedelung
Die Landschaft von Frühbuß und die umliegenden Dörfer wurden durch Erzprospektoren aus dem Harz, aus Thüringen, Sachsen, Franken und Bayern erschlossen. Neben Zinn fand man auch Wolframit, Kobalt, Arsen, Wismut und später Uran. Přebuz war laut Ortschronik als Wohnsiedlung gegründet worden. Der ursprüngliche, deutsche Name Frühbuß leitet sich vom bergmännischen Begriff der Zubuße ab. Grund für die dauerhafte Besiedlung des Gebietes waren insbesondere die reichen Funde an Zinnerz, das zunächst tagnah in Seifen abgebaut wurde. Die Ansiedlung gehörte zu dieser Zeit der Herrschaft Falkenau der Herren von Plick.

#### Schenkung des Elbogener Kreises
1434 schenkte der römisch-deutsche Kaiser Sigismund von Luxemburg seinem Kanzler und späteren Reichsgrafen Kaspar Schlick den gesamten Elbogener Kreis, der mit dem Gut von Schönlind auch das Gebiet um Frühbuß umfasste.

### 16. bis 18. Jahrhundert

#### Erste Blüte des Bergbaus unter den Schlicks
Unter der Herrschaft der Schlicks erreichte der nun vorwiegend unter Tage vorangetriebene Zinnabbau zwischen 1530 und 1560 seinen vorläufigen Höhepunkt. Die Ortschaft Frühbuß wurde erstmals 1542 urkundlich erwähnt. Laut Gerichtsbuch von 1543 erlebte das Dorf in diesen Jahren dank des Zinnbergbaus einen regen Auftrieb. 1553 erhielt Frühbuß von Viktorin Schlick I. schließlich Stadt- und Bergmanns-Freiheiten der böhmischen Krone, d. h. die Rechte einer Bergstadt. Und 1556 gründeten die Schlicker Bergherren ein der Aufsicht von Joachimsthal unterstehendes Bergamt.
Durch die Erschöpfung vor allem der tagnahen Zinnerzvorkommen geriet das Gebiet um Frühbuß gegen Ende des 16. Jahrhunderts in eine Krise. Mit der Erbteilung von 1582 ging Frühbuß als Teil des Gutes von Schönlind zunächst an Viktorin Schlick II., den ältesten Sohn von Abundus Schlick, seinerseits Sohn von Viktorin Schlick I. Nach dem Tod des Vaters Abundus Schlick im Jahre 1589 kaufte dessen Gemahlin Agnes den Schönlinder Anteil und holte zur Unterstützung bei der Besitzverwaltung den Ritter Niklas von Globen als Gutshauptmann von Schönlind und Heinrichsgrün zu sich.
Dieser heiratete Susanna Schlick, eine Tochter von Viktorin Schlick II., und übernahm so 1602 als Grundherr Schönlind samt der Bergstadt Frühbuß. Am 1. Oktober 1606 berief Niklas von Globen den Magister Adam Zephelius aus Falkenau zum Predigtamt von Frühbus und Schönlind.

#### Der böhmisch-sächsische Grenzstreit um den Mutstall (Mothstall)
Aus Streitakten geht hervor, dass es nach dem Erwerb des Gutes Schönlind durch Niklas von Globen mit dem Amtmann von Schwarzenberg, das zum Kurfürstentum Sachsen gehörte, zu Streitigkeiten wegen der gemeinsamen Grenze nördlich von Frühbuß kam, die mehrere Jahre andauerten. Dabei ging es um die Grenze am Großen Kranichsee zwischen dem Hirschberg und der Frühbußer Straße. In diesem unwirtlichen Gelände kam es zu Auseinandersetzungen zwischen Pichern (Pechkratzer) aus Eibenstock, die in der sumpfigen Gegend des als Mutstall bezeichneten Gebietes um den Großen Kranichsee die Fichten ankratzten, um Pech zu gewinnen, und den böhmischen Köhlern der zahlreichen Hämmer des Rothautales, die dort ihre Meiler anrichteten.
Obwohl vermutlich keine der beiden Seiten tatsächlich auf dieses Waldgebiet angewiesen war, rief der Zwist sogar die jeweiligen Landesherren auf den Plan, einerseits die Kurfürsten von Sachsen und andererseits die böhmischen Könige und zugleich Kaiser des Heiligen Römischen Reiches Rudolf II. und Matthias. So wurde aus einem kleinen Streit zweier Gewerke ein Politikum, bei dem es nunmehr in erster Linie um Ansehen und Ehre der Landesfürsten ging. Erst der Dreißigjährige Krieg beendete den Streit vorläufig.

#### Zweite Blüte des Bergbaus unter den Nostitzern
Im Zuge der Gegenreformation erschien am 31. Juli 1627 ein kaiserliches Reformationspatent, das vom Adel verlangte, binnen sechs Monaten entweder katholisch zu werden oder außer Landes zu gehen. Niklas von Globen entschloss sich auszuwandern und verkaufte am 28. November 1628 sein Gut Schönlind zusammen mit Frühbuß an Freiherrn Otto von Nostitz, der bereits durch den Erwerb von Heinrichsgrün 1627 sein Gutsnachbar geworden war.
Die Wirren des Dreißigjährigen Krieges, mehrere Hungersnöte und Pestepidemien ließen die Bevölkerung schrumpfen. Zudem vertrieb die von den Nostitzern beförderte Gegenreformation nach 1652 zahlreiche Bergleute und ansässige Glasmacher hinter die nahe Grenze nach Kursachsen. Durch Exulanten aus dem böhmischen Frühbuß entstand so 20 Kilometer weiter westlich das sächsische Friebus nordöstlich von Markneukirchen.
Trotzdem gelangte Frühbuß unter Johann Hartwig von Nostitz nicht zuletzt dank der großen Nachfrage nach Zinnblechen in der zweiten Hälfte des 17. Jahrhunderts wieder zu wirtschaftlicher Blüte. Sämtliches in Frübuß abgebaute Zinn musste in der herrschaftlichen Schmelzhütte geschmolzen und ins herrschaftliche Zinnhaus in Rothau verkauft werden. Dort und in Schindlwald wurde es zu Zinnblechen weiterverarbeitet.
In der Folge bekam Frühbuß 1638, 1670, 1683 und 1698 neue Bergprivilegien. Die meisten Gruben dieser Zeit befanden sich wie bereits früher südwestlich der Stadt am Hartelsberg. Alle Stollen wurden nun zu Erbstollen. So wurde etwa der Erbstollen der heiligen Elisabeth bis über 46 m tief vorangetrieben. Im Jahre 1672 erhielt Frühbuß zudem ein neues Wappen und 1677 eine eigene Gerichtsbarkeit.
Bis 1760 gab es hier bis zu 20 Pochwerke zur Erzaufbereitung.

### 19. Jahrhundert bis heute

#### Schwere Zeiten ohne Bergbau
Durch die Erschöpfung der leicht erreichbaren Zinnvorkommen und die so notwendig werdenden immer tieferen Teufen stiegen die Kosten für Entwässerung und den hölzernen Stollenausbau gegen Ende des 18. Jahrhunderts stetig an. Infolge mangelhafter Instandhaltung der Erbstollen begannen daher die Gruben Anfang des 19. Jahrhunderts zu verfallen. Im Jahre 1815 wurden sie dann endgültig verlassen. Die verarmte Bevölkerung unternahm nun zahlreiche Schurfarbeiten nach Zinn-, Silber-, Mangan- und Eisenerzen, jedoch ohne größeren Erfolg.
Nach der drastischen Verteuerung des Brennholzes um 1812 wurde in großem Maße auch Torf gestochen. Dieser wurde vor Ort bis zur Mitte des 20. Jahrhunderts als Brennstoff verwendet. 1828 gründeten die Bürger von Frühbuß eine Gesellschaft für Torfabbau und eine Gemeindeziegelei. Später kam eine eigene Klöppelschule dazu. Wie überall nach dem Niedergang des Bergbaus im Erzgebirge versuchten sich auch hier die Menschen durch Landwirtschaft und Heimarbeit, insbesondere durch Tüllsticken oder durch die Herstellung von Perlmuttknöpfen und Handschuhen, ihren Lebensunterhalt zu verdienen.
Bei einem großen Brand im Jahre 1869 wurde auch das Rathaus zerstört, sodass viele Dokumente aus der Anfangszeit von Frühbuß verloren gingen. In der Gemeindekanzlei befand sich zu dieser Zeit unter anderem ein Deckengemälde mit dem Gemeindewappen aus dem Gründungsjahr 1347.

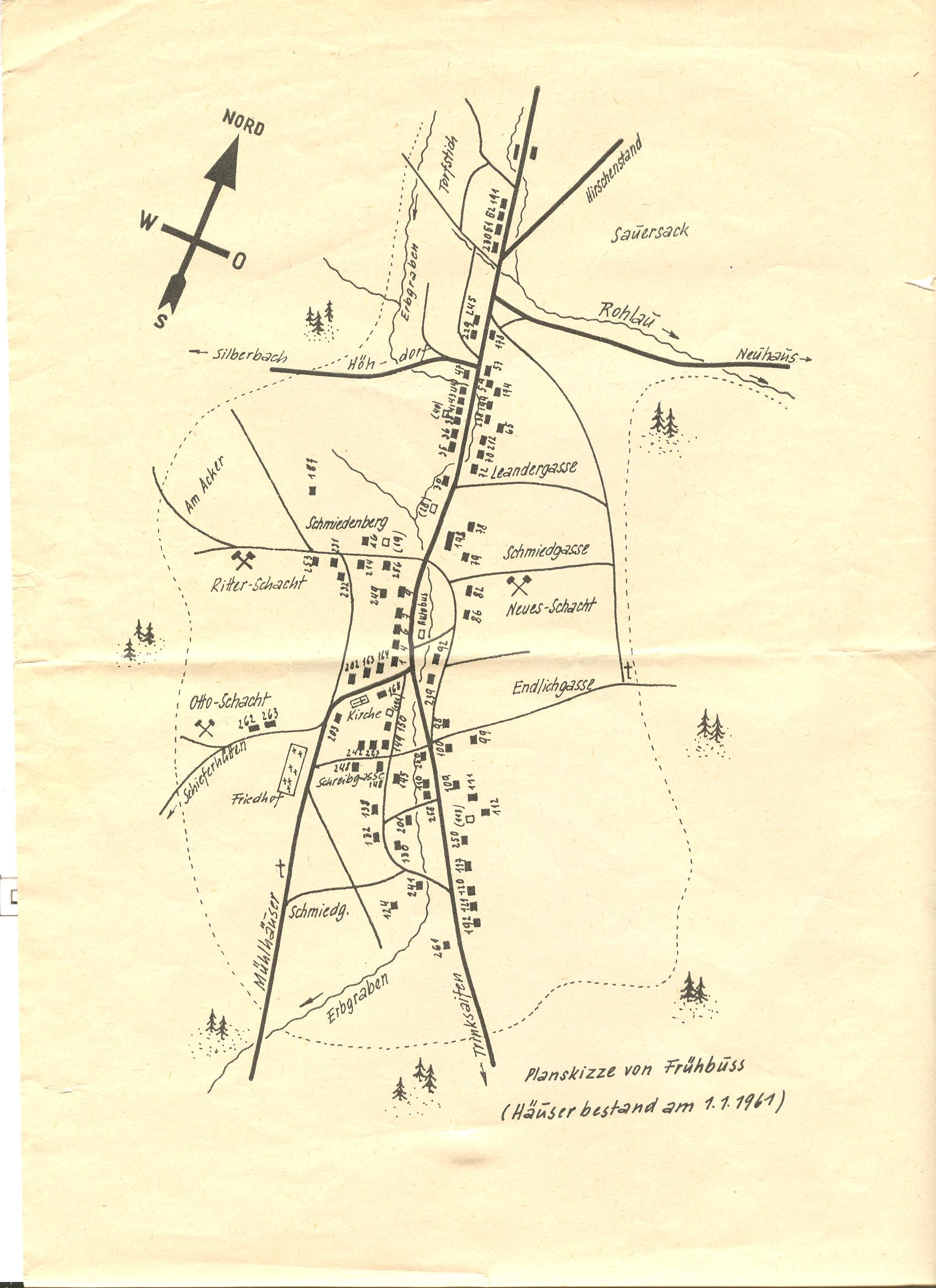
Häuserbestand 1961

#### Dritte Blüte des Bergbaus
Vor dem Ersten Weltkrieg wurde die Gemeinde Teil des Bezirks Neudek. Im Jahr 1905 begannen erste Untersuchungen im Revier. Bei den Schürfarbeiten wurde im Jahre 1909 nördlich des Hartelsberges neue Zinnerzgänge entdeckt. Daraufhin wurde mit der Teufe des Karlschachtes (später Ritterschacht) begonnen. Als Investor trat das Essen-Berliner Bankhaus Laupenmühlen auf, das auch große Anteile an Bergwerken auf Kalisalz und Steinkohle sowie der Deutschen Tiefbohr-Actiengesellschaft besaß. Mit Beginn des Ersten Weltkriegs gingen die Arbeiten nur noch langsam voran. Mit dem Fallen der Zinnpreise nach dem Krieg wurden 1919 alle Arbeiten beendet. 1928 fand sich ein neuer Betreiber der Grube. Der verwahrte Karlschacht wurde wieder geöffnet. Die Arbeiten wurden aber kurze Zeit später aus Geldmangel wieder eingestellt. Im Juni 1930 begannen erneut Aufwältigungsarbeiten. Der neue Besitzer übernahm auch die Bergbaurechte des Grafen Nostitz-Rhieneck auf dem Hartelsberg. Hier wurde ein neuer Schacht, der Otto Schacht geteuft. Benannt wurde der Schacht nach dem Bergamtsassesor Otto Spinzing aus Clausthal-Zellerfeld. Dieser war federführend an der Suche nach finanzkräftigen Investoren beteiligt. Im Jahr 1933 wurde die Zinngewerkschaft Dreikönigszeche gegründet. Mit der Übernahme des Sudetenlands am 1. Oktober 1938 durch das Deutsche Reich und der Bildung des Reichsgaues Sudetenland am 15. April 1939 wurden im Rahmen der Autarkiebestrebung Deutschlands auch die im Sudetengebiet liegenden Rohstoffvorkommen erschlossen.
Am 1. Januar 1940 übernahm die Gewerkschaft Zinnwalder Bergbau der Sachsenerz Bergwerksgesellschaft mbH die Grubenfelder Ottoschacht und Ritterschacht von der Zinngewerkschaft Dreikönigszeche und gliederte sie als Betriebsabteilung Frühbuß in ihr Betriebssystem ein. Der in einem Kaufvertrag festgelegte Kaufpreis betrug 380.000 Reichsmark. Die gesamten Tagesanlagen, wurden umgebaut, modernisiert und erweitert. Als Aufbereitung wurde neben der naßmechanischen Aufbereitung auch eine Flotation erbaut. Da der 60 m tiefe Ottoschacht den neuen Bedingungen nicht mehr gerecht wurde, teufte man den Ritterschacht bis zur 120-m-Sohle und fuhr einen Blindschacht nach über Tage durch. Dieser wurde der neue Hauptschacht der Grube. Produziert wurden Arsen- und Zinnkonzentrate. Während das Zinnkonzentrat in die Zinnhütte nach Freiberg geliefert wurde, ging das Arsenkonzentrat nach Goslar zur Gebrüder Borchers AG.

#### Nach dem Ende des Zweiten Weltkriegs
Nach dem Münchner Abkommen, in dem die Integration des Sudetenlandes in das Deutschen Reich völkerrechtlich vereinbart wurde, gehörte Frühbuß von 1938 bis 1945 zum Landkreis Neudek, Regierungsbezirk Eger, im Reichsgau Sudetenland.
Nach dem Ende des Zweiten Weltkrieges blieb Frühbuß vorübergehend besatzungsloses Gebiet.
Die Grube arbeitete bis zum 6. Mai ohne Störung. Danach musste der Betrieb eingestellt werden, da die Beschäftigten nicht mehr zur Arbeit erschienen.
Der größte Teil der deutschböhmischen Bevölkerung wurde in der Folge aus Frühbuß vertrieben. Am 24. Mai 1945 wurde der Betrieb voll einsatzfähig von der staatlichen Bergbaugesellschaft Rudné doly Příbram (Erzgruben Pribram) übernommen. Neben Zinn wurden nun Untersuchungsarbeiten auf Uran-Vorkommen unternommen. In der Folge wurden weitere Schächte geteuft und das Revier zum Sperrgebiet erklärt. Nach der endgültigen Einstellung des Bergbaues im Jahr 1958 versank Přebuz aufgrund seiner Grenzlage in die Bedeutungslosigkeit.
Seit dem 22. Juni 2007 besitzt Přebuz wieder Stadtrechte. Mit unter 100 Einwohnern gilt es als die kleinste Stadt Tschechiens.

### Bevölkerungsentwicklung
| Jahr | Einwohner | Anmerkungen        |
| ---- | --------- | ------------------ |
| 1830 | 1.207     | in 177 Häusern     |
| 1847 | 1.313     | in 179 Häusern     |
| 1869 | 1.322     |                    |
| 1880 | 1.300     |                    |
| 1890 | 1.344     |                    |
| 1900 | 1.478     | deutsche Einwohner |
| 1910 | 1.587     |                    |
| 1921 | 1.464     |                    |
| 1930 | 1.396     | [ 12 ]             |
| 1939 | 1.319     | [ 12 ]             |

| Jahr      | 1950 | 1961 1 | 1970 1 | 1980 1 | 1991 1 | 2001 1 | 2011 1 |
| Einwohner | 134  | 202    | 115    | 100    | 56     | 73     | 69     |

## Kultur und Sehenswürdigkeiten

### Pfarrkirche St. Bartholomäus
Die spätbarocke Pfarrkirche St. Bartholomäus wurde in den Jahren 1783/84 errichtet. Im Inneren findet sich ein Ölgemälde über dem Hauptaltar mit dem gekreuzigten Jesus und ein massives gotisches Taufbecken. Die reichlich verzierte Kirchenglocke stammt aus dem Jahr 1565 und wurde aus vor Ort gewonnenem Zinn gegossen. Gegenüber befindet sich der kleine Friedhof von Přebuz. Dessen Gräber zeugen unter anderem von der deutschböhmischen Vergangenheit der einst großen Bergstadt.

### Bergbaulandschaft
Noch heute sind in der Stadt und näheren Umgebung deutliche Spuren des Bergbaus zu finden. Zu den frühen Zeugnissen aus dem 16. und 17. Jahrhundert zählen vor allem die Erzwäschen, wie zum Beispiel:
- die Große Wäsche am rechten Ufer der Rolava nahe der Wüstung Chaloupky (Neuhaus)
- die Seife am rechten Ufer des Jelení potok (Hirschbach)

Weitere Seifenwäschen findet man an der Straße nach Stříbrná (Silberbach) und Chaloupky und am Elisabeth-Erbstollen. Auf dem Hartelsberg gibt es außerdem eine Pingenreihe. Auch diese tiefen Einbrüche im Gelände haben ihren Ursprung im darunterliegenden Zinnabbau.
Bemerkenswert ist des Weiteren ein sogenannter Erbgraben aus derselben Zeit. Dieser Kunstgraben ist mehr als fünf Kilometer lang. Er führte Brauchwasser aus der Umgebung von Lučiny über die Gemarkung Rolava um den Berg Smrčina herum zu den Zinnwäschen und Pochwerken in Přebuz. Ein zweiter Kunstgraben leitete Wasser aus der Rolava bei Chaloupky ab und über elf Kilometer bis zu den Erzwäschen bei Rudné (Trinksaifen) zwischen Přebuz und Nejdek.
Neben den frühneuzeitlichen Relikten finden wir auch Ruinen aus der dritten Blütezeit des Bergbaus im 19. Jahrhundert. Zu nennen ist hier vor allem die mächtige Ruine der Anlagen über Tage am Hauptschacht aus den 1940er Jahren.
Aufgrund ihrer einzigartigen Geschichte mit zahlreichen Zeugnissen aus mittelalterlicher (14./15. Jahrhundert), frühneuzeitlicher (16. bis 18. Jahrhundert) und neuzeitlicher bergmännischer Aktivität (20. Jahrhundert) ist die Bergbaulandschaft Přebuz eine ausgewählte Stätte des UNESCO-Welterbes Montanregion Erzgebirge.

### Naturpark Přebuz
Zum 1992 gegründeten Naturpark Přebuz gehören die Naturreservate
- Malé jeřábí jezero (dt. Kleiner Kranichsee)
- Velké jeřábí jezero (Großer Kranichsee)
- Malý močál (Kleines Moor)
- Velký močál (Großes Moor)
- Přebuzské vřesoviště (Frühbußer Heide)

Nach der Ausbeutung des größten Teils des Torfs, findet man hier zahlreiche Heideflächen und insbesondere die westlichsten Vorkommen der Zwerg-Birke (Betula nana) in Tschechien. Die Naturreservate sind über markierte Wanderwege und zum Teil auch mit einem geländetüchtigen Fahrrad bzw. im Winter per Ski zu erreichen.
Die Gebiete um den Großen und Kleinen Kranichsee liegen direkt am Erzgebirgskamm sowohl auf tschechischer wie auf deutscher Seite in einer Höhe von 930 bis 950 m. Hier liegen auch die beiden bedeutendsten unter Naturschutz stehenden Hochmoore im gesamten Erzgebirge; sie dürfen nicht betreten werden.

## Persönlichkeiten

### Söhne und Töchter der Stadt
- Elias Baumgärtel (um 1610–1678), Stadtrichter und Bergmeister
- Daniel Pausch (um 1618–1686), Gewerke, Gerichtsbeisitzer und Bergmeister
- Johann Heinrich Funck (um 1637–1713), Spitzenhändler, Stadtrichter, Ratsherr und Kirchenvorsteher
- Christoph Joseph Wolf (1679–1747), Bergamts- und Bergwerksvorsteher, Steuereinnehmer, Ratsherr und Stadtrichter
- Lothar Schmidt (1922–2015), Politikwissenschaftler, Jurist und Hochschullehrer
- Moritz Baumgartl (1934–2024), Maler und Grafiker

### Personen mit Bezug zu Frühbuß
- Niklas von Globen († 1639), böhmischer Adeliger, Hauptmann, zeitweise Besitzer von Frühbuß
- Adam Zephelius (1586–1642), lutherischer Theologe und Magister, von 1607 bis 1610 Pfarrer in Frühbuß
- Georg Abraham Löbel (1604–1685), Bergmeister von Frühbuß, Rats- und Gerichtsbeisitzer in Johanngeorgenstadt
- Theophil Richter (1636–1699), Schulmeister, Zolleinnehmer, Gerichts- und Bergschreiber sowie Bergmeister
- Daniel Joseph Mayer von Mayern (1656–1733), Seelsorger und Missionar in Frühbuß, später Erzbischof von Prag
- Wenzel Krisch († 1803), Berg- und Gerichtsschreiber, Stadtrichter, Kämmerer, Schullehrer, Mesner und Kantor
- Johann Baptist Rölz (1815–1884), okkulter Wunderdoktor, Bergwerksbesitzer, Musiker und Organist